# The Three Sounds
The Three Sounds (también conocidos como The 3 Sounds) fue un trío para piano de jazz estadounidense activo entre 1956 y 1973. 

## Historia
La banda se formó en 1956 en Benton Harbor, Míchigan, inicialmente como the Four Sounds. La formación original estuvo compuesta por Gene Harris al piano, Andy Simpkins como contrabjista y Bill Dowdy en la batería, además del saxofonista Lonnie 'The Sound' Walker, que abandonó la banda al año siguiente. El grupo se trasladó primero a Washington y después a Nueva York, donde, ya como Three Sounds, realizaron una primera grabación para Riverside Records, antes de firmar un exclusivo contrato con la discográfica Blue Note.
Entre 1958 y 1962, el grupo publicó nueve álbumes con Blue Note. Durante este periodo actuaron en numerosos clubes de jazz a lo largo de todo Estados Unidos. El trío tocó y grabó con músicos como los saxofonistas Lester Young, Lou Donaldson, Stanley Turrentine y Sonny Stitt, el cornetista Nat Adderley, la cantante Anita O'Day y el guitarrista Bucky Pizzarelli, entre otros.

## Discografía
- 1958: Introducing the 3 Sounds
- 1958: Introducing the 3 Sounds Vol. 2
- 1958: Branching Out con Nat Adderley
- 1959: Bottoms Up!
- 1959: LD + 3 con Lou Donaldson
- 1959: Good Deal
- 1960: Moods
- 1960: Feelin' Good
- 1960: Here We Come
- 1960: It Just Got to Be
- 1960: Blue Hour con Stanley Turrentine
- 1961: Hey There
- 1961: Babe's Blues
- 1962: Out of This World
- 1962: Black Orchid
- 1962: Blue Genes
- 1963: Anita O'Day & The Three Sounds
- 1963: Jazz on Broadway
- 1963: Some Like It Modern
- 1964: Live at the Living Room
- 1964: Three Moods (Limelight)
- 1965: Beautiful Friendship (Limelight)
- 1966: Today's Sounds (Limelight)
- 1966: Vibrations
- 1967: Live at the Lighthouse
- 1968: Coldwater Flat
- 1968: Elegant Soul
- 1969: Soul Symphony
- 1970: Live at the "It Club"
- 1971: The 3 Sounds - Gene Harris album